# معارف و معاریف
معارف و معاریف، دائرةالمعارف جامع اسلامی نوشته سید مصطفی حسینی دشتی است.
این کتاب در واقع فرهنگ احکام، اخلاق، علوم، اعلام و اصطلاحات اسلامی است. برشمردن مدخلهای قرانی این کتاب بسیار مشکل است مخصوصاً در چاپ دوم که تقریباً همه کلمات و بسیاری از ریشه‌های کلمات قرانی را نیز ترجمه و توضیح داده‌است. نکات مفید قرانی، تفسیر و تاریخ انبیا، اعلام قرانی و غیر آن در این کتاب بسیار به چشم می‌خورد. در این کتاب حتی بسیاری از کلمات متداول در میان مردم نیز توضیح داده شده‌است. این فرهنگ از حیث پرمحتوایی و جامعیت کار ارزنده‌ایست و برای عامه مردم یک اثر مفید و قابل مراجعه است. مؤلف هدف و هنر خود را در نوشتن این نزدیک سازی راه و صرفه جویی در وقت دانش پژوهان برای دستیابی هر چه بیشتر به دانستنی‌ها و معارف دین در آسان‌ترین وجه و صرف کمترین وقت دانسته است. این کتاب با سبکی روان و ساده و به دور از هرگونه تکلف نوشته شده و برای خواننده با هر سطح سواد مفید است.
چاپ اول معارف و معاریف در سال ۱۳۶۸ در پنج جلد و ۲۵۰۰ نسخه منشر گردید و استقبال کم‌نظیری که از آن صورت گرفت مؤلف را بر آن داشت تا با ادامه تلاش ۷سالهٔ خود به تکمیل و افزودن براین اثر بیافزاید. در سال ۱۳۷۶ چاپ دوم معارف و معاریف در ۱۰جلد با افزوده‌های بسیار (بیش از ۲۷۰۰۰ مدخل) منتشر گردید و در سال ۱۳۷۹ با اضافاتی در جلدهای اول و دوم با کیفیتی بهتر تجدید چاپ گردید.
اما مؤلف کار خود را متوقف نکرد و در سال ۱۳۸۵ این اثر بی‌نظیر در زبان فارسی و فرهنگ شیعی با افزودن بیش از ۵۰۰۰ مقاله دیگر و با تغییراتی کلی در صفحه‌آرایی و حروف‌چینی برای کاهش حجم فیزیکی کتاب و پرهیز از افزایش قیمت در ۵جلد و ۵۵۰۰ نسخه منتشر گردید. می‌توان معارف و معارف را در زبان فارسی قرین فرهنگ معین دانست و توصیه کرد که فارسی‌زبان مسلمان نسخه‌ای از آن را در کنار قرآن، مفاتیح، نهج‌البلاغه، دیوان حافظ، و یکدوره فرهنگ لغت فارسی به فارسی در کتابخانه شخصی منزل خود داشته باشد و با این وسیله سؤالی را در حوزه تاریخ اعتقادات و فرهنگ و تمدن اسلامی بی‌پاسخ نگذارد. ناشر این اثر انتشارات آرایه در تهران می‌باشد.